# Michelle Errichiello
Michelle Errichiello (nascida em 7 de dezembro de 1982) é uma atleta paralímpica australiana. É aluna bolsista do Instituto de Esporte de Vitória e é treinada por Iryna Dvoskina.
Na sua primeira competição atlética, estabeleceu o recorde mundial da prova dos 200 metros e representou a Austrália pela primeira vez em 2009, nos Jogos Arafura.
Michelle Errichiello foi eleita a vencedora do prêmio de Atleta do Ano em 2010 pelo Athletics Essendon. No mesmo ano, no campeonato nacional realizado em Perth, Michelle quebra o recorde mundial dos 100 metros.
Disputou, em 2011, a prova de 100 metros do Campeonato Mundial e ficou em quarto lugar.
Michelle foi aos Jogos Paralímpicos de Verão de 2012, realizados em Londres, e encerrou a participação sem conquistar medalhas. Foi sua primeira participação paralímpica.

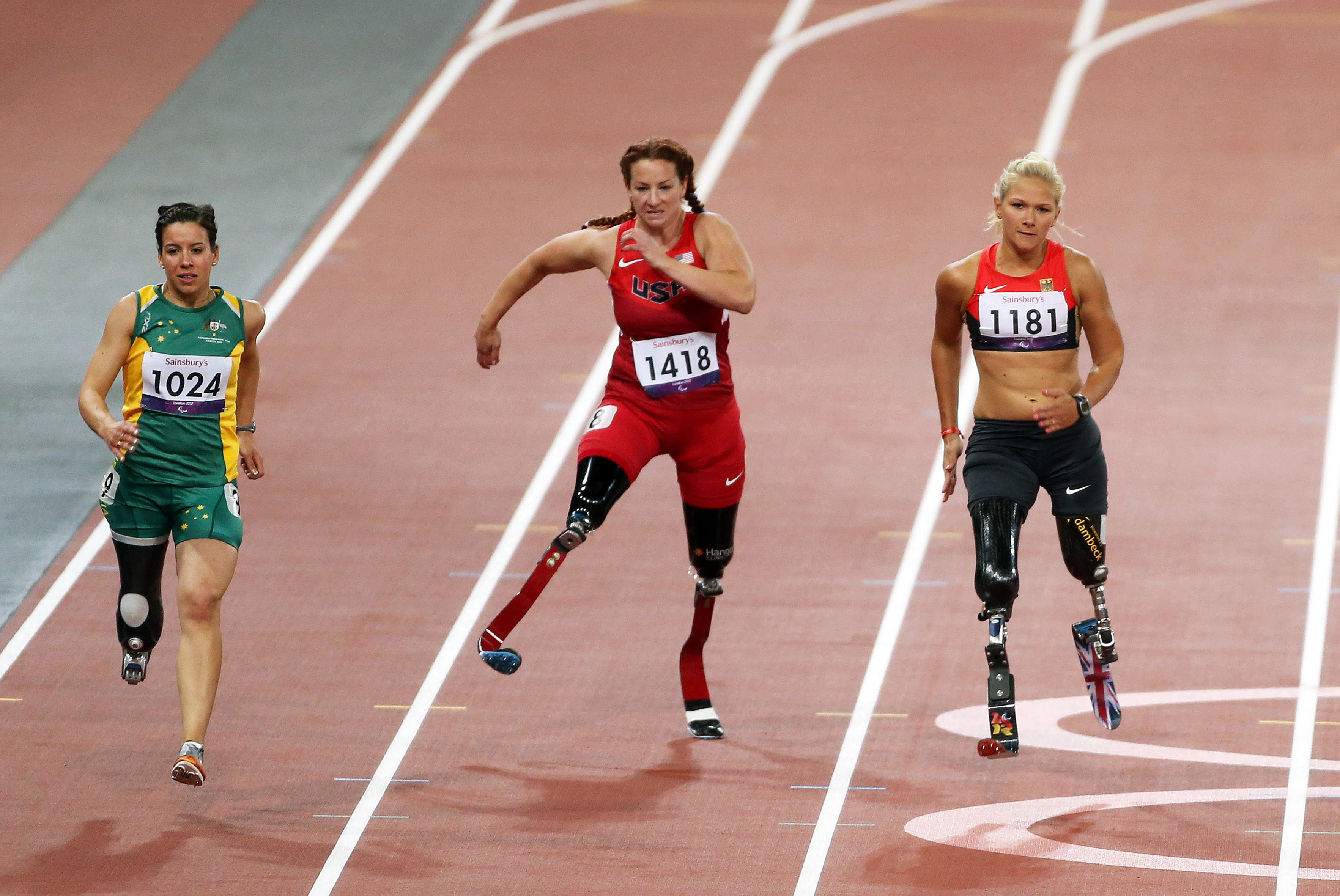
Michelle (à esquerda) disputando a Paralimpíada de Londres, em 2012.